# (73445) 2002 NS12
(73445) 2002 NS12 – planetoida z pasa głównego asteroid okrążająca Słońce w ciągu 4,6 lat w średniej odległości 2,76 j.a. Odkryta 4 lipca 2002 roku.